# (7913) Parfenov
(7913) Parfenov ist ein im äußeren Hauptgürtel gelegener Asteroid, der am 9. Oktober 1978 von der ehemaligen sowjetischen Astronomin Ljudmyla Schurawlowa am Krim-Observatorium (IAU-Code 095) in Nautschnyj, etwa 30 km von Simferopol entfernt, in der Ukraine entdeckt wurde. 
Der Asteroid ist Mitglied der Koronis-Familie, einer Gruppe von Asteroiden, die nach (158) Koronis benannt ist.
Der Himmelskörper wurde am 9. März 2001 nach dem sowjetischen Ringer Anatoli Iwanowitsch Parfjonow (1925–1993) benannt, der zur Weltklasse gehörte und bei den Olympischen Spielen 1956 in Melbourne die Goldmedaille im Schwergewicht im griechisch-römischen Stil errang.